# إيويكا
بلدية إيويكا (بالإسبانية: Illueca) هي بلدية تقع في مقاطعة سرقسطة التابعة لمنطقة أراغون شمال شرق إسبانيا.

## الديموغرافيا
بلغ عدد سكان بلدية إيويكا 3.282 نسمة عام 2011 (وفقاً للمعهد الوطني الإسباني للإحصاء).
| 3.282 | 3.319 | 3.340 | 3.332 | 3.279 | 3.381 | 3.282 |